# Rhinogobius flumineus
Rhinogobius flumineus là một loài của họ cá Oxudercidae. Nó phân bố tại Nhật Bản từ tỉnh Shizuoka và Toyama về phía tây tới Honshu, Shikoku và Kyushu.Nó là cá nước ngọt sống đáy, chiều dài của nólên đến 7 cm chiều dài.